# 山崎亮志
山﨑 亮志（やまざき りょうじ、1948年 - ）は、日本のカーデザイナー、起業家、洋画家。
アートアンドテック株式会社代表取締役、芸術博士。

## 概要
自ら描いたデザイン画やデザインモデルを手にイタリアに渡り、スーパーカー「ランボルギーニ・ソーニァ」の実車を制作。
また、洋画家としても活動。

## 経歴
京都嵯峨芸術大学洋画科卒業後、スクール経営の傍ら工業デザインを学び、スーパーカーの制作を目指しアートアンドテック株式会社を起業した。国内工場でのフルスケールモデルの制作の後、実車制作に向けイタリアに渡る。現地カロッツェリア各社を訪問の末、イタリア現地法人 Art and Tech Torino s.r.l を立ち上げ、「ソーニァ」を制作、第61回ジュネーブモーターショーに出展。
二作目となる「VERA」は、フルスケールデザインモデルとして、ランボルギーニ社からエンジン等の供与を受けた実車の「ランボールギーニ・ソーニァ」と共に第六十四回トリノ・モーターショーではカロッツェリア8社を特集したデザインフォーラムに出展された。
ソーニァ、VERAのフルスケールデザインモデルはフランスのVandee自動車美術館に展示されている。
帰国後、洋画家としても活動。マスターズ大東京展大賞、自由民主党総裁賞受賞。